# 王訢
王訢（？—前76年），濟南郡人，西汉政治人物，原為郡縣小吏，後受暴勝之舉薦及汉武帝賞識，擢升為右扶風，汉昭帝年間官至丞相。

## 生平
王訢起初擔任郡县的小吏，他日漸累積功勞，逐步升遷為被陽縣县令。汉武帝末年，國家的軍隊經常出征，各郡國的盜賊蜂擁而起，繡衣御史暴勝之作為使者拿著象徵擁有斬殺之權的斧頭追捕盜賊，按軍法辦理，有權誅殺俸祿二千石以下的官員。暴勝之巡察到被陽縣，打算斬殺王訢。
王訢原本已被解開衣服，裸身趴伏在殺人砧上，這時王訢抬起頭來對暴勝之說：「使君掌握生殺大權，威震郡國，今日再多殺一個王訢，也不足以增加您的威望，不如此時有所寬容，以彰顯您的恩德與寬恕，讓我有竭盡死力報效的機會。」暴勝之認為王訢的話語豪壯，就沒有殺死王訢，將其釋放，暴勝之因而與王訢相結交，兩人關係深厚。
暴勝之出使回朝後，向朝廷推薦王訢，王訢遂被徵召為右輔都尉，鎮守右扶風。漢武帝多次巡幸安定郡、北地郡，途經右扶風時，由於王訢派人把宮館收拾得乾淨整潔，馳道修整平坦，帷帳、用具、飲食等供應齊備。漢武帝因而嘉獎讚許王訢，停下車駕，將王訢的右扶風職位轉正，王訢主事十餘年，到了汉昭帝始元七年，接替被誅殺的桑弘羊為御史大夫，元凤四年三月田千秋逝世，王訢繼任其丞相之位，受封宜春侯。隔年的十二月王訢去世，谥号為「敬」。

## 後裔
王訢死後，爵位傳給了他的兒子王谭，日後王譚以列侯身份參與廢黜昌邑王刘贺改立汉宣帝的籌畫，因擁戴之功增加食邑三百戶。王譚去世後，由其子王繼承爵位。王莽的妻子王氏就是王咸的女兒，王莽篡漢稱帝後，宜春侯王家因為是外戚的緣故而受到榮寵。王訢的封國傳到他的玄孫，因王莽敗亡而斷絕。

## 延伸閱讀
[在维基数据编辑]
 《漢書·卷066》，出自班固《漢書》